# Goričica (Kokrica)
Goričica je potok, ki izvira v okolici vasi Goriče na Gorenjskem, kjer se mu pridruži še gorski potok Sevnica. Goričica se izliva v potok Mlinščica, ki se nato priključi potoku Parovnica. Nadaljnja vodna pot: Kokrica, Kokra, Sava.